# شهرآورد سیزدهم تهران
 شهرآورد سیزدهم تهران، رقابتی است از سری بازی‌های شهرآورد تهران که در تاریخ ۱۶ شهریور سال ۱۳۵۲ مابین دو تیم پرسپولیس و تاج در ورزشگاه آریامهر تهران (ورزشگاه آزادی) برگزار شده است.

## شرح مسابقه
این مسابقه که در هفته هفتم اولین دوره لیگ تخت جمشید برگزار شده است با نتیجه ۶ بر ۰ به سود تیم پرسپولیس به پایان رسید. به‌دلیل همزمانی با مسابقات کشتی آزاد قهرمانی جهان در شهر تهران، این شهرآورد ضبط نشد و پخش زنده نیز نداشت.[۲]
این تنها باخت تیم تاج در این فصل از بازیها بود و تیم پرسپولیس نیر فصل را بدون باخت به پایان رساند. ارزش این برد وقتی بیشتر می‌شود که بدانیم پرسپولیس در انتهای فصل با همین برد با فاصله دو امتیاز بیشتر از تیم تاج قهرمان این دوره از مسابقات باشگاه‌های ایران شده است.
مسابقه‌ای که از آن به نام بازی شیش‌تایی‌ها (بازی‌ای که ۶ گل در آن زده شده) یا شیش تایی‌های سال پنجاه و دو نیز یاد می‌شود. خصوصاً میان هواداران پرسپولیس. این بازی از بزرگ‌ترین مسابقات برگزارشده و قابل ذکر میان این دو تیم و بزرگ‌ترین پیروزی در شهرآورد تهران به‌شمار می‌رود. بعد از این برد هواداران پرسپولیس تهران در مسابقات مربوطه در سرزنش هواداران تیم مقابل از این شعار استفاده می‌کنند.
این بازی را نیکولای پتروچیانو داور اهل رومانی سوت زد و محمود خوشخوان و اکبر حق‌بین دو کمک داور این بازی بودند.

### تنش در اردوی تاج
از روز قبل از بازی اردوی تیم تاج درگیر حواشی خاصی بوده است. طبق اطلاعات موجود چند تن از بازیکنان تیم تاج شب قبل از بازی تا ساعاتی از نیمه شب بیدار بوده‌اند و آمادگی کامل برای حضور در بازی را نداشته‌اند. چند ساعت قبل از شروع بازی دو اتفاق عجیب باعث می‌شود که تنش در اردوی تیم تاج به بالاترین حد خود برسد. اتفاق اول ایجاد تغییراتی در ترکیب تیم بود که باعث ناراحتی چند تن شد و اتفاق دوم درگیری بود که بین جواد الله‌وردی و هادی نراقی رخ داد. در پی این درگیری نراقی مورد اهانت قرار می‌گیرد که این کار الله‌وردی با برخورد شدید دیگر تیمی‌ها همراه می‌شود. تیم تاج در شرایطی وارد زمین بازی می‌شود که ذهن اکثر بازیکنان درگیر حواشی روز قبل و اتفاقات رختکن است.
تیم تاج در شرایطی وارد این بازی شد که از شش بازی قبلی خود صاحب چهار برد و دو مساوی شده بود و در بازی هفته هفتم (همین بازی) اولین شکست فصل را تجربه کرد. تیم تاج بعد از این بازی در حدفاصل هفته‌های هشتم تا دوازدهم نیز صاحب پنج برد متوالی شد. در پایان آن فصل از بازیهای لیگ فوتبال ایران که با حضور ۱۲ تیم برگزار می‌شد تیم تاج فقط همین یک شکست را در کارنامه داشت.

## جزئیات مسابقه
| پرسپولیس                                            | ۶ – ۰ | تاج |
| --------------------------------------------------- | ----- | --- |
| کلانی ۳۳' · سلیمانی ۴۵'، ۵۶' · بهزادی ۵۰'، ۸۶'، ۹۲' |       |     |

| پرسپولیس | تاج |

| پرسپولیس: |    |                      |  |
|           |    |                      |  |
| GK        |    | بهرام مودت           |  |
| RB        | ۲  | ابراهیم آشتیانی      |  |
| CB        |    | مسیح مسیح‌نیا         |  |
| CB        | ۴  | جعفر کاشانی          |  |
| LB        |    | رضا وطنخواه          |  |
| RM        | ۷  | علی پروین            |  |
| CM        |    | ایرج سلیمانی         |  |
| LM        |    | اصغر ادیبی           |  |
| RW        |    | اسماعیل حاج رحیمی‌پور |  |
| CF        | ۱۰ | همایون بهزادی (ک)    |  |
| LW        | ۸  | حسین کلانی           |  |
| تعویضی‌ها: |    |                      |  |
| GK        |    | مهدی عسگرخانی        |  |
|           |    | داوود میرطوسی        |  |
|           |    | محمد دستجردی         |  |
| سرمربی:   |    |                      |  |
| آلن راجرز |    |                      |  |

| تاج:          |  |                  |     |
|               |  |                  |     |
| GK            |  | منصور رشیدی      | '۶۴ |
| RB            |  | اکبر کارگرجم     |     |
| CB            |  | نصرالله عبداللهی |     |
| CB            |  | جواد الله‌وردی    |     |
| LB            |  | عزت جانملکی      |     |
| RM            |  | علی جباری (ک)    |     |
| CM            |  | کارو حق‌وردیان    |     |
| LM            |  | جواد قراب        |     |
| RW            |  | حسن روشن         | '۵۸ |
| CF            |  | غلام‌حسین مظلومی  | '۵۸ |
| LW            |  | محمدرضا عادلخانی |     |
| تعویضی‌ها:     |  |                  |     |
| GK            |  | ناصر حجازی       | '۶۴ |
|               |  | هادی نراقی       | '۵۸ |
|               |  | مسعود مژدهی      | '۵۸ |
|               |  | عباس نوین‌روزگار  |     |
|               |  | منصور پورحیدری   |     |
| سرمربی:       |  |                  |     |
| زدراکو رایکوف |  |                  |     |

| مقامات رسمی مسابقه - کمک داورها: - اکبر حق‌بین (ایران) - محمود خوش‌خوان (ایران) | قوانین بازی - ۹۰ دقیقه - بدون زمان اضافه یا ضربات پنالتی - تنها دو تعویض |

## پوشش رسانه‌ای

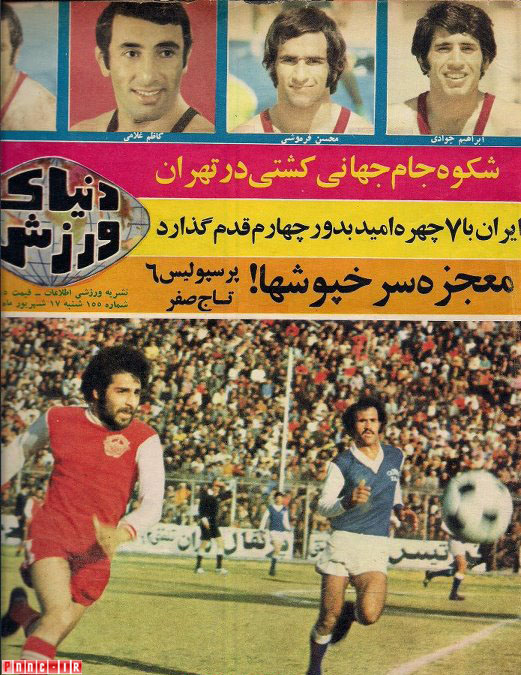
جلد مجله دنیای ورزش - ۱۷ شهریور ۱۳۵۲

### سازمان رادیو و تلویزیون ملی ایران
همزمان با این مسابقات، مسابقات قهرمانی کشتی جهان ۱۹۷۳ در تهران برگزار می‌شد، از این رو سازمان رادیو و تلویزیون ملی ایران تصمیم گرفت که مسابقات کُشتی را پوشش رسانه‌ای بدهد، از این رو هیچ گونه فیلم‌برداری از این مسابقه توسط سازمان رادیو و تلویزیون ملی ایران به عمل نیامده است.

### تصویربرداری همزمان «ممل آمریکایی» در استادیوم
همزمان با برگزاری این مسابقه فیلمی فارسی بنام ممل آمریکایی به کارگردانی شاپور قریب در استادیوم صحنه‌برداری می‌شد. قریب بعدها عنوان کرد که آنها دوربین را به استادیوم آورده بودند و برخی صحنه‌ها را (شامل چهار گل) ضبط کرده بودند، اما به دلیل کیفیت پایین با برخی صحنه‌های مسابقهٔ ایران-برمه و ایران-اسرائیل در جام ملت‌های آسیا ۱۹۶۸ جایگزین کردند. نسخه‌های ویرایش‌نشده از نسخهٔ اصلی این فیلم بعدها برای همیشه گم شد. شایعه‌هایی هم وجود دارد که شاپور قریب فیلم را برای ویرایش به ساموئل خاچیکیان داده بود، بنابر سایت گل. کام تلاش‌ها برای پیداکردن فیلم از آرشیو ساموئل خاچیکیان ناموفق بود. به نوشته روزنامه همشهری، روبیک منصوری که ویرایشگر فیلم است  نتوانست در پیدا کردن فیلم‌ها کمکی کند.

### نبودن هیچ فیلمی از بازی
قبل از انقلاب سال ۱۳۵۷، هشت دوره لیگ فوتبال در ایران برگزار شد که جمعاً حدود ۲۲۰۰ گل در این بازیها به ثمر رسیده است. حتی فیلمی از یک گل از این ۲۲۰۰ گل موجود نیست و تمامی فیلمها به دلایلی نامشخص نابوده شده‌اند. پس بنابراین نبودن فیلم گلهای دربی سیزدهم بسیار طبیعی می‌باشد و با توجه به این امر می‌توان تمامی شایعاتی که در مورد فیلم این بازی در فضای اینترنت موجود است را رد کرد.